# Speziallager Jamlitz

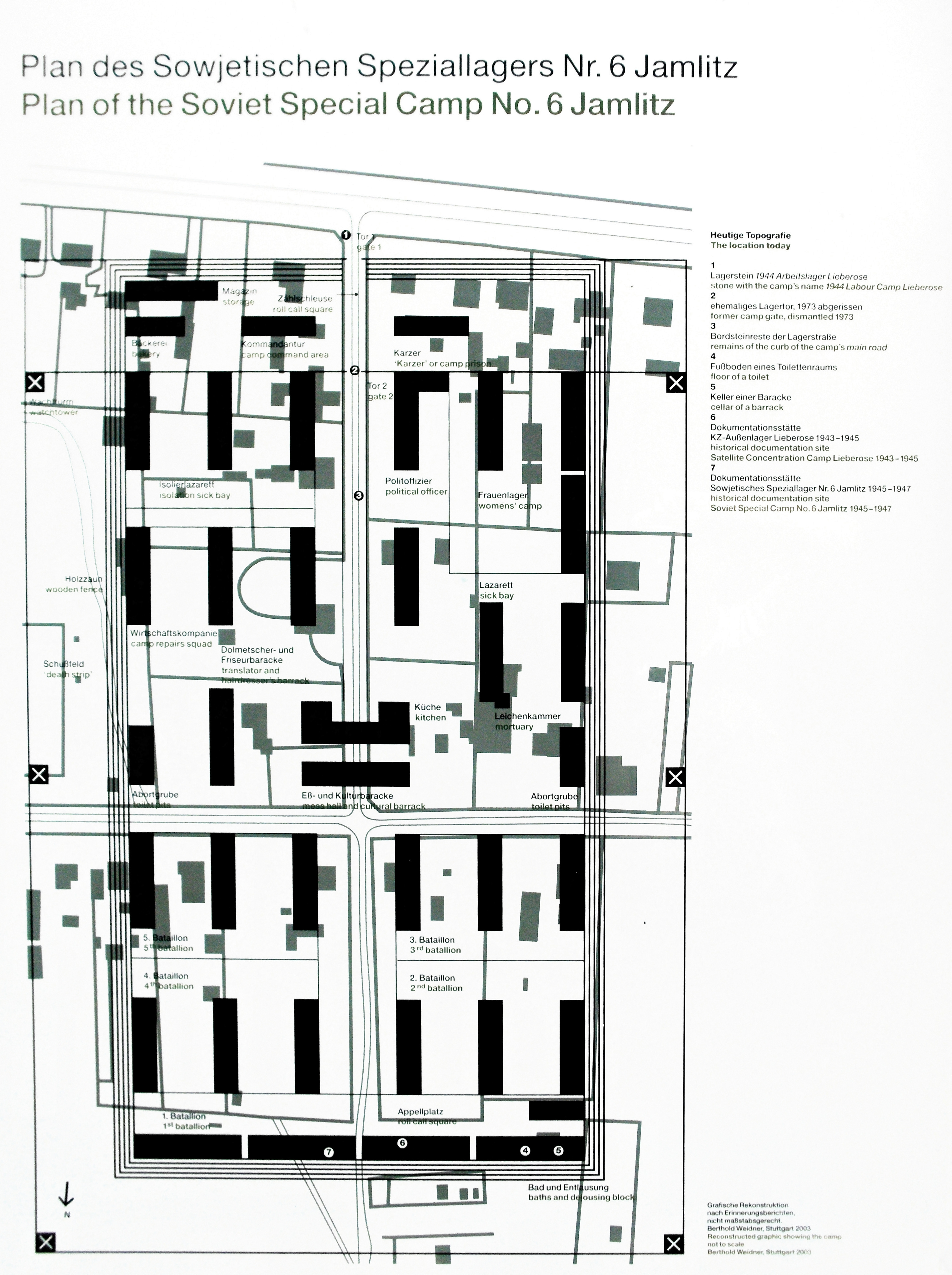
Plan des Lagers

Das Speziallager Jamlitz bei Lieberose war als Speziallager Nr. 6 im Nachkriegsdeutschland eines von zehn Speziallagern der sowjetischen Militäradministration in der sowjetischen Besatzungszone. Das Lager wurde vom sowjetischen Geheimdienst NKWD im September 1945 auf dem Gelände und in den Baracken des vormaligen Konzentrationslagers Lieberose, eines ehemaligen Außenlagers des nationalsozialistischen KZ Sachsenhausen, nördlich von Cottbus eingerichtet. Das Speziallager Nr. 6 befand sich vorher (seit 17. Mai 1945) in Frankfurt (Oder) auf inzwischen polnischem Gebiet und wurde im September 1945 nach dem etwa 50 km entfernten Jamlitz verlegt. Die rund 3400 Insassen hatten den Weg zu Fuß zurückzulegen. Das Jamlitzer Lager bestand bis April 1947, wobei rund 1000 der restlichen Häftlinge nach Russland deportiert und 4400 auf die Speziallager Mühlberg und Buchenwald verteilt wurden. Von insgesamt 10.300 Insassen sind nach den von der russischen Behörden übergebenen Totenlisten in knapp zwei Jahren mindestens 3380 umgekommen.

## Inhaftierte
Festgehalten wurde im Speziallager Jamlitz deutsche Zivilbevölkerung, neben ehemaligen Mitgliedern der NSDAP in erster Linie viele willkürlich Verhaftete, auch Jugendliche (zur Verhaftung mit dem Vorwurf „Du Werwolf“ konnte bereits die Mitgliedschaft in HJ oder BDM führen) und vor allem politisch Missliebige, die der Errichtung des stalinistischen Systems in der sowjetischen Besatzungszone kritisch gegenüberstanden oder hätten im Wege stehen können.
Einige bekannte Inhaftierte waren die Offiziersfrau und Lehrerin Margret Bechler, der Volkswirtschaftler Bernhard Benning, der Verwaltungsjurist Justus Delbrück, der Politiker Walter Erdmann, der ehemalige Wurzener Oberbürgermeister Armin Graebert, der Schauspieler Gustaf Gründgens, der Vorgeschichtsforscher Amandus Haase, der Freiberger Oberbürgermeister Werner Hartenstein, der Jurist Adolf von Heusinger, die Schriftstellerin Suse von Hoerner-Heintze, der Reichenberger Oberbürgermeister Eduard Rohn, der Redakteur und Autor Gerhard Joop, der Jugendliche Walter Jurisch, der Industrielle und Erfinder Friedrich Emil Krauß, der Journalist und Politiker Georg Krausz, der Chemiker Oskar Lecher, die Schriftstellerin Gertrud Lehmann-Waldschütz, der Arzt und Gestapo-Spitzel Paul Reckzeh, der Schuldirektor Max Reschke, der Landrat Walter Ringel, der Maler Richard Sachs, der Offizier Ulrich von Sell und sein Mitarbeiter Paul Poensgen, der Konstrukteur Eduard Seppeler, der Bunzlauer Bürgermeister Walter Siemianowsky, die Schauspielerin Marianne Simson, der Fotograf Karl Spieß, der Zahnarzt und Reichszahnärzteführer Ernst Stuck, der SS-Obersturmführer und Kriminalkommissar Curt Trimborn, die Kriminalbeamtin Friederike Wieking, der Grafiker und Verleger Hans Wittig-Friesen und der Regisseur Hans H. Zerlett.

## Haftbedingungen
Das Lager Jamlitz gilt als eines der Speziallager, deren Haftbedingungen verheerend waren. Infolge der bewusst zugeteilten Hungerrationen kam es bei den Inhaftierten neben den Qualen, die der ständige Hunger verursachte, zu Krankheiten wie Dystrophie, Ruhr und Tuberkulose, Furunkulose, Gürtelrose und Wasseransammlungen im Körper, die von den Füßen aufwärts bis in die Lungen stiegen. In diesem letzten Stadium „ertranken“ die Menschen und starben. Ungeziefer, Schmutz, Kälte und Isolation von der Außenwelt waren weitere Faktoren, die zur hohen Sterblichkeit beitrugen. Hinzu kam stundenlanges Stehen bei jeder Witterung während der täglichen Zählappelle. Rundfunk, Zeitungen, Papier, Schreibmaterialien oder Kontakte zu Angehörigen gab es nicht, sodass die Ungewissheit über das Schicksal ihrer Familien die Häftlinge zusätzlich zermürbte. Geschlafen wurde ohne Strohsäcke auf den Brettern dreistöckiger Holzpritschen. Sämtliches Inventar, das sich zur Zeit des Lagers unter NS-Herrschaft in den Baracken befunden hatte, war entfernt worden. In der Nähe des Lagereinganges befand sich der Strafbunker. Ein- bis zehntägige Haft in Kälte, Dunkelheit mit noch weniger Nahrung musste bei „Vergehen“ dort verbracht werden.

## Opfer
Von rund 10.300 Häftlingen in Jamlitz (darunter über 900 Frauen), herangebracht aus den Lagern Frankfurt/Oder, Ketschendorf, Bautzen (jeweils etwa 2000 am 21. und 24. September 1946), Posen und den Sammelpunkten in den umliegenden Verhörkellern der Besatzungsmacht, starben in den nur zwei Jahren seit Kriegsende mindestens 3380 inzwischen namentlich bekannte und in einem Totenbuch veröffentlichte Häftlinge, die in Massengräbern verscharrt wurden, weitere 46 bei Transporten und nach Deportation Verstorbene und zwei hingerichtete vormalige Insassen sind ebenfalls namentlich bekannt. Im schlimmsten Monat Februar 1947 starben täglich durchschnittlich 25 Menschen, insgesamt 699; am schlimmsten Tag 36. Vorstehende Angaben und das Totenbuch beruhen auf den von den russischen Behörden bekannt gegebenen Totenlisten, deren Vollständigkeit jedoch nicht überprüfbar ist. Der Historiker Jan von Flocken gab 1991 eine Zahl von etwa 5000 Toten an.
Im April 1990 wurden im Wald aufgrund von Hinweisen einige der Gräber gefunden und eine Gedenkstätte errichtet. Dort findet jedes Jahr am zweiten Samstag im September eine Gedenkfeier statt.

## Auflösung des Lagers
Bei der Auflösung im April 1947 wurden etwa 1000 der überlebenden Häftlinge in die UdSSR deportiert und 4400 auf zwei andere NKWD-Speziallager verteilt: 400 kamen nach Nr. 1 Mühlberg und je rund 2000 am 3. und 7. April 1947 nach Nr. 2 in Buchenwald (das von der sowjetischen Besatzungsmacht weiterbenutzte ehemalige nationalsozialistische KZ Buchenwald). Bei der Räumung des Lagers wurden die Häftlinge unter Bewachung zur Bahnstation Lieberose geführt und dabei von Passanten wahrgenommen, die bei ihrem Anblick weinten oder auch sich eiligst entfernten.
Während der DDR-Zeit wurde die Nutzung des Lagers Jamlitz durch die sowjetische Besatzungsmacht verschwiegen. Die Baracken wurden abgerissen und kleinere Wohnhäuser auf dem Gelände errichtet.
- Siehe dazu auch den Abschnitt Gedenken im Artikel über das NS-Konzentrationslager Lieberose

## Gedenken

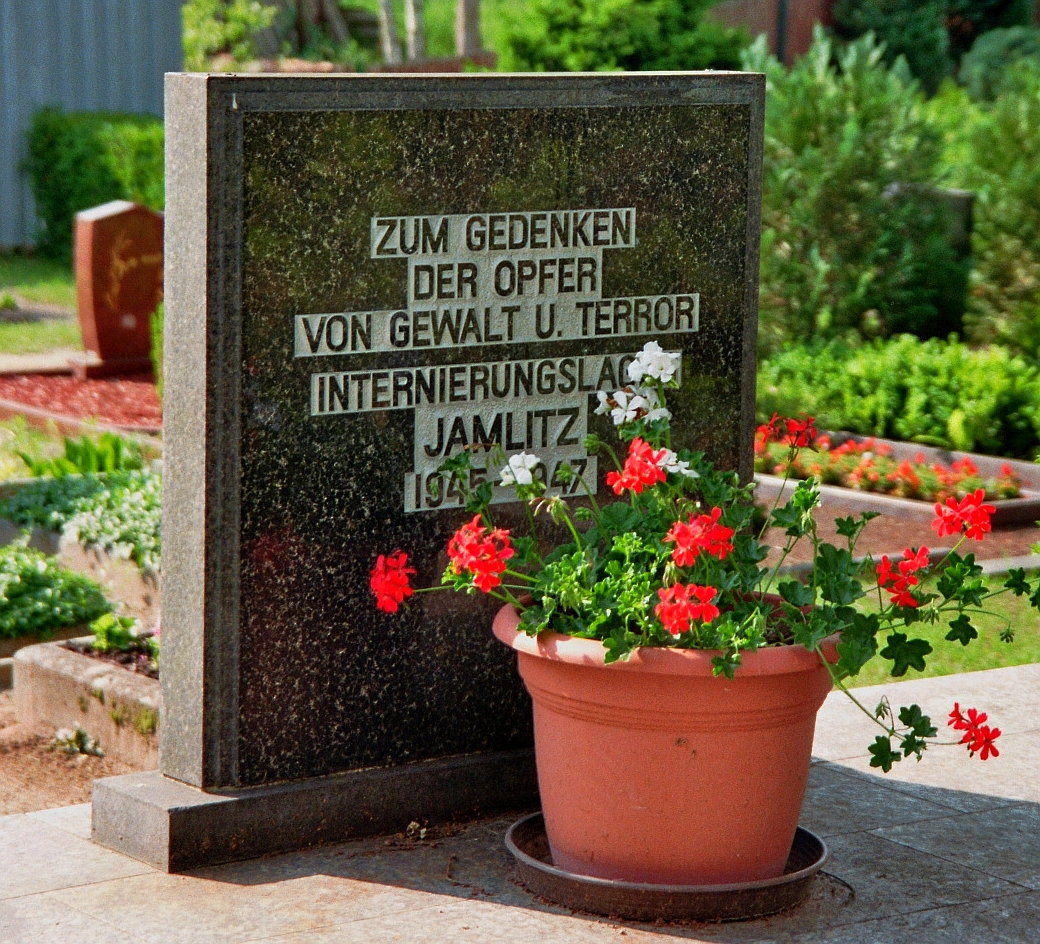
Gedenkstein auf dem Friedhof Jamlitz an die Opfer des sowjetischen Speziallagers

Nach 1990 entstanden kleinere Gedenkorte an den bekannten Orten der Massengräber des Speziallagers. Nach einer langwierigen Diskussionsphase aufgrund der doppelten Geschichte des Lagers in Jamlitz wurden am 22. Juni 2003 eine Freiluftausstellung für das Speziallager Nr. 6 Jamlitz sowie eine weitere Freiluftausstellung zum Gedenken an das KZ Lieberose eröffnet. Dem Speziallager sind 11 Informationstafeln gewidmet.